# Vladimir Platonov
Pour les articles homonymes, voir Platonov.

Vladimir Petrovitch Platonov (en biélorusse : Уладзімір Пятровіч Платонаў, Ouladzimir Piatrovitch Platonaw ; en russe : Влади́мир Петро́вич Плато́нов), né le 1er décembre 1939, est un mathématicien biélorusse.

## Carrière universitaire
Vladimir Platonov a reçu son doctorat de l'université d'État de Biélorussie à Minsk en 1967. Depuis 1972, il est l'un des académiciens de l'Académie nationale des sciences de Biélorussie. Ses centres d'intérêt sont l'algèbre, la géométrie algébrique et la théorie des nombres. Figure célébrée en Biélorussie, il est également membre de la Société mathématique du Canada et, de 1993 à 2001, il a enseigné à la faculté des mathématiques de l'Université de Waterloo au Canada. Avec Andreï S. Rapintchouk, il est l'auteur de l'ouvrage Algebraic Groups and Number Theory (« Groupes algébriques et théorie des nombres ») (Academic Press, 1993).

## Arrestation et débat
Le 9 novembre 1999, il a été arrêté par les policiers de Waterloo et accusé de tentative de meurtre pour une attaque contre sa femme Valentina Platonova dans leur maison. Plus tard ils ont divorcé. Le 17 janvier 2001, il plaide coupable à la charge de l'assaut aggravé. Le juge Robert Reilly lui a donné un jugement conditionnelle d'arrestation de maison, le forçant à rester dans sa maison entre 18 h. et 7. heures, jusqu'au 16 janvier 2003. Plus tard, il a obtenu la permission de prolonger son couvre-feu, pour faciliter des voyages à Toronto pour des affaires. Le 31 août 2001, il s'est retiré de l'Université de Waterloo.